# وتسلار
وتسلار شهری در غرب ایالت هسن آلمان است. از این شهر رود لان می‌گذرد و همچنین این شهر کوچک دارای
جمعیت کم ولی از لحاظ آب و هوایی در موقعیتی خوب واقع شده‌است. این شهر بر اساس آمار سال ۲۰۱۰ دارای جمعیتی حدود ۵۱٬۵۰۰ نفر است و فشردگی جمعیت این شهر ۷۵٬۶۷ نفر به ازا هر کیلومتر مربع می‌باشد.

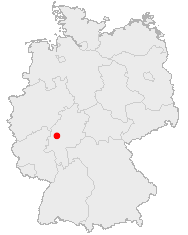
شهر وتسلار در کشور آلمان